# École libre des sciences politiques

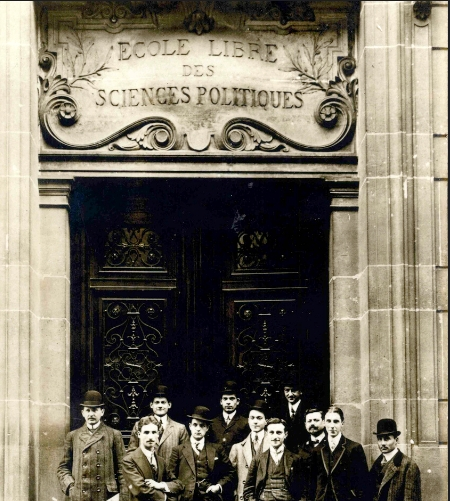
Eingang der École libre des sciences politiques, Paris, um 1910. Unbekannter Fotograf. Archiv der Schule.

Die École libre des sciences politiques (deutsch: ‚Freie Schule der Politikwissenschaften‘), auch Sciences Po genannt, war eine Privathochschule, die 1872 von dem Schriftsteller und Politologen Émile Boutmy gegründet wurde und 1945 im Institut d’études politiques de Paris sowie der Fondation nationale des sciences politiques aufging.

## Ursprünge
Zwischen 1870 und 1872 traten im Zweiten Kaiserreich (Second Empire) und der anschließenden Dritten Republik schwere politische Probleme auf: die Niederlage gegen Preußen im Deutsch-Französischen Krieg, der Untergang des Second Empire sowie der Volksaufstand und die Niederschlagung der Pariser Kommune. Um die Erneuerung der Republik zu unterstützen und die dafür notwendigen Eliten auszubilden, gründete Émile Boutmy mit einer Gruppe von Akademikern und Industriellen im Februar 1872 die École libre des sciences politiques. Diese Einrichtung verstand er als einen „état-major culturel“. Im ersten Jahr schrieben sich 89 Studenten ein.
Mehrere pädagogische Innovationen charakterisierten die neue Hochschule:
- die frühe Zusammenarbeit zwischen angesehenen Akademikern und Politikern, darunter auch Ministern, Mitgliedern des Conseil d’État, sowie Beamten des höheren Dienstes;
- die intensive Kooperation mit ausländischen Universitäten;
- die Wichtigkeit des Studiums der aktuellen Gesellschaften;
- die obligatorische Leibeserziehung.

1879 ließ sich die Hochschule im Hotel Mortemart in der Rue Saint-Guillaume in Paris nieder.

## Einfluss
Die Universität trug zur Entstehung der Politikwissenschaften bei und hatte im Unterricht dieses Fachs bis zum Zweiten Weltkrieg ein Quasimonopol.

## Verstaatlichung
Am 9. Oktober 1945 wurde die Hochschule verstaatlicht und in die Université de Paris unter dem Namen Institut d’études politiques de l’Université integriert. Am selben Tag wurde eine nationale Stiftung der Politikwissenschaften gegründet (Fondation nationale des sciences politiques), die die Finanzverwaltung und die Administration des neu gegründeten Instituts übernahm.

## Bekannte Studenten
- Ma Jianzhong (1845–1900), chinesischer Beamter und Gelehrter
- Frank Johnson Goodnow (1859–1939), amerikanischer Rechts- und Politikwissenschaftler
- António Nobre (1867–1900), portugiesischer Lyriker
- Slobodan Jovanović (1869–1958), jugoslawischer und serbischer Rechtswissenschaftler, Literat und Politiker
- Jacques Seydoux (1870–1929), französischer Diplomat und Autor
- Ahmet Ferit Tek (1878–1971), türkischer Diplomat und Politiker
- Mohammad Mossadegh (1882–1967), Premierminister des Iran
- Samuel Eliot Morison (1887–1976), amerikanischer Historiker
- Józef Retinger (1888–1960), polnischer Politikberater
- Pierre Drieu la Rochelle (1893–1945), französischer Schriftsteller
- Grayson L. Kirk (1903–1997), amerikanischer Politikwissenschaftler, Rektor der Columbia University
- Christian Dior (1905–1957), französischer Modeschöpfer
- Stéphane Desombre (1907–1981), französischer Abenteurer und Schriftsteller
- König Savang Vatthana von Laos (1907–1980)
- Fürst Rainier III. von Monaco (1923–2005)

## Bibliographie
- Philip Nord: The Jacobin Legacy in Modern France. Essays in Honour of Vincent Wright. Oxford University Press, Oxford 2002.
- Claude des Portes: L’Atmosphère des Sciences Po. Vorwort von André Siegfried, Paris 1935.
- Pierre Rain: L’École libre des sciences politiques und L’École et la guerre : la transformation de son statut. Fondation nationale des sciences politiques, Paris 1963.